# Pentastichus
Pentastichus är ett släkte av steklar som ingår i familjen finglanssteklar.

## Arter
- Pentastichus ithacus
- Pentastichus longior
- Pentastichus xanthopus